# Ercole Dembowski
Ercole Dembowski, född 12 januari 1812, död 19 januari 1881, var en italiensk amatörastronom.
Dembowski observerade och uppmätte med stor noggrannhet en stor del av Friedrich Georg Wilhelm von Struves dubbelstjärnor samt upptäckte dessutom själv ett stort antal sådana stjärnor.
Asteroiden 349 Dembowska är uppkallad efter honom.